# Dolichopeza howesi
Dolichopeza howesi är en tvåvingeart som beskrevs av Alexander 1922. Dolichopeza howesi ingår i släktet Dolichopeza och familjen storharkrankar. Inga underarter finns listade i Catalogue of Life.